# Basketball Champions League Final Four MVP
Il Basketball Champions League Final Four MVP è il premio conferito dalla Basketball Champions League al miglior giocatore delle Final Four.

## Vincitori
| Stagione  | Nazionalità        | Giocatore          | Squadra           |
| --------- | ------------------ | ------------------ | ----------------- |
| 2016-2017 | Lituania           | Marius Grigonis    | Canarias Tenerife |
| 2017-2018 | Stati Uniti        | Mike Green         | AEK Atene         |
| 2018-2019 | Stati Uniti        | Kevin Punter       | Virtus Bologna    |
| 2019-2020 | Georgia            | Thaddus McFadden   | S.P. Burgos       |
| 2020-2021 | Brasile            | Vítor Benite       | S.P. Burgos       |
| 2021-2022 | Brasile            | Marcelinho Huertas | Canarias Tenerife |
| 2022-2023 | Macedonia del Nord | T.J. Shorts        | Telekom Bonn      |
| 2023-2024 | Montenegro         | Kendrick Perry     | Málaga            |
| 2024-2025 | Stati Uniti        | Tyson Carter       | Málaga            |